# 어경준
어경준(魚慶俊, 1987년 12월 10일~)은 대한민국의 전 FC 서울 소속이었던 축구 선수로, 서울특별시 출생이다. 포지션은 공격수이다. 중학교 졸업 후, 대한축구협회 우수선수 해외유학 프로젝트 1기에 선발되어 FC 메스로 축구 유학을 떠나 정식 유소년팀에서 2군, 1군으로 차례로 승격하였다. 성남 일화 천마를 거쳐 2009년에는 FC 서울로 이적하였지만 자리를 잡지 못하고 2010년에는 대전 시티즌으로 임대되었다.
2011년 K리그 승부조작 사건에 연루되어 징계를 받고 팀에서 퇴출되었다.

## 구단 경력

### FC 메스
2002년 대한축구협회의 주도하에 추진한 대한축구협회 우수선수 해외유학 프로젝트에 선발되어 프랑스 FC 메스에 유학을 갔고 2003년 4월 정식 유소년 선수 계약을 맺었다.
이후 능력을 인정받아 2004년 6월에 2군 선수 계약을 맺었고 2007년에 7월 성인 프로선수 계약을 체결하였고 1군에 등록되었다.
하지만 2007-08 시즌 리그에서 한 경기를 뛰는데 그쳤고, 2008년 7월 K리그의 성남 일화 천마로 1년간 임대되었다.

### FC 서울
2009년 7월 12일 FC 서울로 완전 이적하였다. 그러나 주전 경쟁에 어려움을 겪으며 1년 동안 두 경기 출전에 그쳤고, 2010년 7월 12일, 대전 시티즌으로 6개월 간 임대 이적하였다. 임대 후 5일 후인 7월 17일, 전북 현대 모터스 전에서 후반 시작 때 교체되어 데뷔전을 치렀고, 8월 7일 대구 FC 전에서 첫 프로 데뷔 골을 터뜨렸다. 9월 19일 광주 상무 전 승리 후 왕선재 감독은 어경준의 완전 이적을 희망한다고 밝혔다. 하지만, 아시아챔피언스리그 출전으로 두터운 스쿼드가 필요했던 서울은 어경준을 임대 복귀 시키고, 군복무를 위해 상무에 입대한 김치우가 달던 7번을 어경준에게 넘겨주었다.
2011년 승부조작으로 B등급 판정을 받아 사회봉사를 선고받았다.

## 국가대표 생활
어경준은 17세 이하, 20세 이하 대표팀 엘리트 코스를 차례대로 밟아왔다. 2003년에는 2003년 FIFA U-17 세계 축구 선수권 대회에 참가하였다.

## 기록

### 구단
2011년 8월 15일 기준
| 구단           | 리그   | 시즌    | 리그 | 리그 | FA 컵 | FA 컵 | 리그 컵 | 리그 컵 | 대륙 대회 | 대륙 대회 | 통산 | 통산 |
| 구단           | 리그   | 시즌    | 출장 | 득점 | 출장  | 득점  | 출장    | 득점    | 출장      | 득점      | 출장 | 득점 |
| -------------- | ------ | ------- | ---- | ---- | ----- | ----- | ------- | ------- | --------- | --------- | ---- | ---- |
| FC 메스        | 리그 1 | 2007-08 | 1    | 0    | 0     | 0     | 0       | 0       | -         | -         | 1    | 0    |
| 성남 일화 천마 | K리그  | 2008    | 0    | 0    | 1     | 0     | 0       | 0       | -         | -         | 1    | 0    |
| 성남 일화 천마 | K리그  | 2009    | 7    | 0    | 0     | 0     | 4       | 0       | -         | -         | 11   | 0    |
| FC 서울        | K리그  | 2009    | 1    | 0    | 0     | 0     | 0       | 0       | 2         | 0         | 3    | 0    |
| FC 서울        | K리그  | 2010    | 1    | 0    | 1     | 0     | 0       | 0       | -         | -         | 2    | 0    |
| 대전 시티즌    | K리그  | 2010    | 16   | 4    | 0     | 0     | 0       | 0       | -         | -         | 16   | 4    |
| FC 서울        | K리그  | 2011    | 8    | 0    | 0     | 0     | 1       | 0       | 2         | 1         | 11   | 1    |
| 통산           | 통산   | 통산    | 20   | 3    | 2     | 0     | 4       | 0       | 2         | 0         | 28   | 3    |

## 경력

### 선수 경력
- 2007년 ~ 2009년  FC 메스
- 2008년 ~ 2009년  성남 일화 천마 (임대)
- 2009년 ~  FC 서울
- 2009년 ~  대전 시티즌 (임대)

## 참고 자료
- 어경준 “박주영의 성공 비결은 영리함”